# عقرب سوطي بوككي
عقرب سوطي بوككي (الاسم العلمي: Thelyphonus pococki) هو نوع من العنكبوتيات يتبع جنس العقرب السوطي من الفصيلة العقارب السوطية.	
سمي هذا النوع نسبة إلى علم الحيوان البريطاني ريجنالد إنس بوكوك (بالإنجليزية: Reginald Innes Pocock)‏.